# Campo de Cahuenga

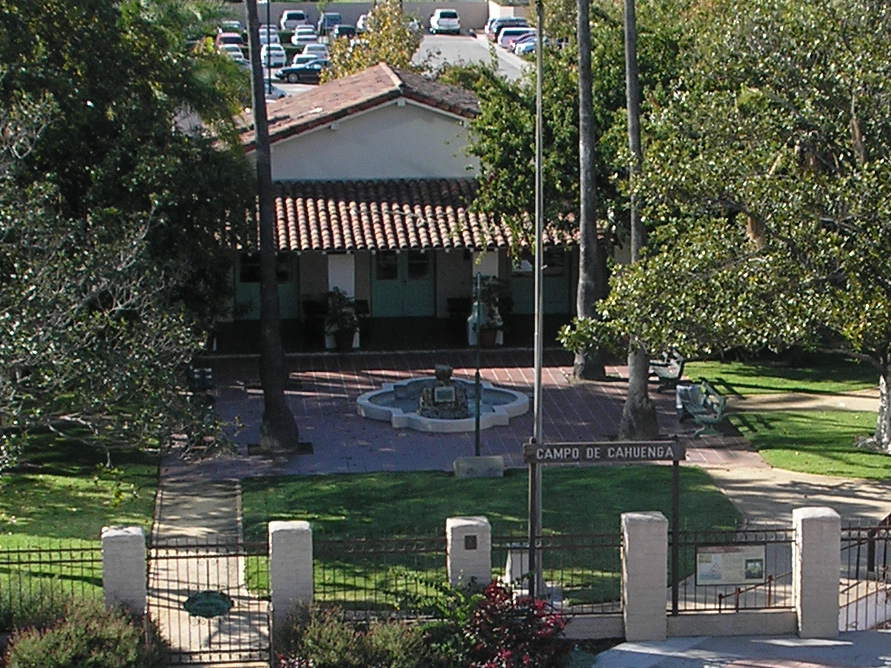
Campo de Cahuenga

Campo de Cahuenga ist ein Museum für kalifornische und Stadtgeschichte in Los Angeles. Es liegt in unmittelbarer Nähe zu den Universal Studios nahe dem historischen Cahuenga Pass in North Hollywood. Das Gebäude ist als kalifornische und als Los Angeles Landmark registriert. Hier befand sich ein Lehmhaus, das ein Nachbau eines zur historischen Rancho Cahuenga  gehörenden Gebäudes ist. 1847 wurde in dem Originalgebäude während des Mexikanisch-Amerikanischen Krieges der Vertrag von Cahuenga zwischen John C. Frémont und General Andrés Pico unterzeichnet. Der Vertrag beendete die Kampfhandlungen in Kalifornien.

## Name
Der Name Cahuenga kommt nicht aus dem Spanischen, sondern stammt aus der Sprache der Tongva-Indianer und bedeutet „Ort des Fuchses“. Es war der Name einer Tongva-Siedlung, deren Standort heute unbekannt ist.

## Museumsgebäude

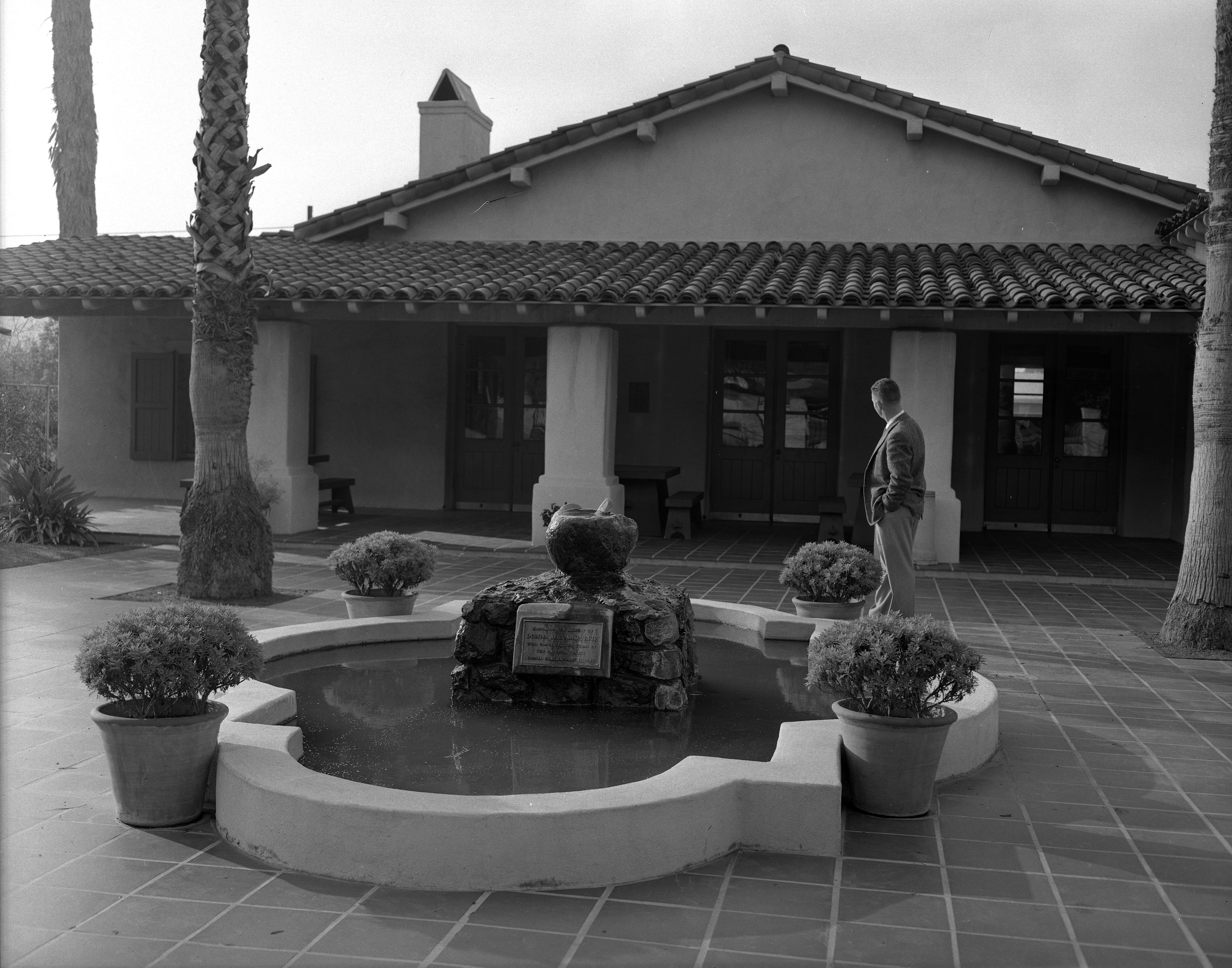
Museumsgebäude 1956.

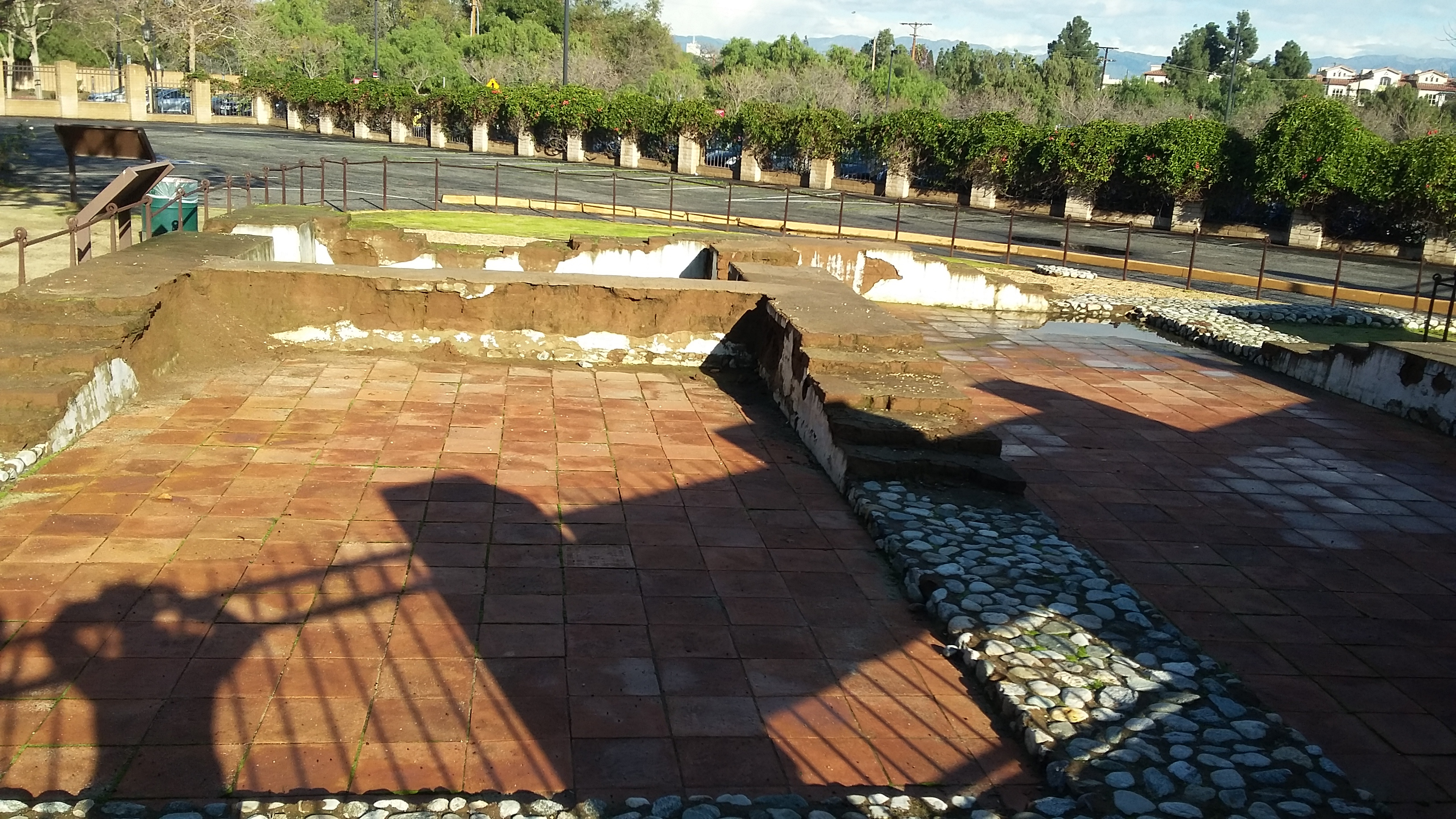
Fundamentreste des Originalgebäudes Campo de Cahuenga.

Das Originalgebäude, in dem der Vertrag unterzeichnet wurde, ist 1900 abgerissen worden. 1923 wurden von der Stadt Los Angeles Mittel zum Ankauf des Geländes bereitgestellt. 1950 wurde eine Replik des Gebäudes errichtet. Angeregt wurde der Bau des im Stil des Mission Revival and Spanish Colonial Revival errichteten Gebäudes durch Irene T. Lindsay, die Vorsitzende der San Fernando Valley Historical Society. Später wurden beim Ausbau der U-Bahn-Station der Roten Linie der Los Angeles Metro Rail die Fundamente des Original Gebäudes teilweise freigelegt. Die nicht freigelegten Teile befinden sich unter dem Straßenpflaster, ihre Lage ist dekorativ markiert.
Die Sammlung umfasst Stücke von der spanischen Missionszeit (1769–1833) bis zur Zeit des Amerikanischen Bürgerkrieges (1861–1865), insbesondere die Urkunde des Vertrages von Cahuenga und Artefakte aus dem Besitz von Frémont und Pico.